# 津沽大曲
津沽大曲是天津出产的一系列白酒，源于当局在1958年成立的津沽酿酒厂。酒厂成立之初招聘到以前“义泉湧烧锅”的酒师，以传统技艺酿酒供应当地，但因计划经济产品由国家统销，产品多限于当地及邻近地区。改革开放释放了积极性和生产力，酒厂遂于改革开放之初的1979年研发出了津沽大曲浓香型白酒。